# Джек Говард (хокеїст)
Джон Френсіс «Джек» Говард (англ. John Francis "Jack" Howard, 15 жовтня 1909, Лондон — 14 вересня 1983, Кембридж) — канадський хокеїст, що грав на позиції захисника.

## Ігрова кар'єра
Професійну хокейну кар'єру розпочав 1933 року.
Єдиним професійним клубом за всю тринадцятирічну ігрову кар'єру був «Торонто Мейпл Ліфс», за який Джек відіграв лише 2 матчі в сезоні 1936—1937. Решту кар'єри провів у клубах нижчих північноамериканських ліг.